# Burton Lane
Burton Lane est un compositeur et lyriciste américain, né Burton Levy à New York le 2 février 1912, mort dans la même ville le 5 janvier 1997.

## Biographie
Il a principalement œuvré dans le genre de la comédie musicale, travaillant notamment au théâtre à Broadway entre 1931 et 1980. Au cinéma, il est l'auteur de quelques musiques de films (pour des films musicaux, dont les adaptations de deux de ses comédies musicales).

## Théâtre (à Broadway)
comédies musicales, comme compositeur, sauf mention contraire
- 1931 : Singin' the Blues, musique de Jimmy McHugh et Burton Lane, lyrics d'Harold Adamson et Dorothy Fields, livret de John McGowan, orchestrations de Robert Russell Bennett, avec Millard Mitchell
- 1931-1932 : Earl Carroll's Vanities, revue, livret de Ralph Spence et Eddie Welch, lyrics de Harold Adamson, décors de Vincente Minnelli et Hugh Willoughby, costumes de Vincente Minnelli et Charles Le Maire
- 1940-1941 : Hold on to your Hats, lyrics de E.Y. Harburg, livret de Guy Bolton, Matt Brooks et Eddie Davis, avec Al Jolson
- 1944-1945 : Laffing Room Only, lyrics de Burton Lane, livret de Ole Olsen, Chic Johnson et Eugene Conrad, avec Herbert Ross
- 1947-1948 : Finian's Rainbow, lyrics de E.Y. Harburg, livret de E.Y. Harburg et Fred Saidy (en), orchestrations de Robert Russell Bennett et Don Walker (en), chorégraphie de Michael Kidd, mise en scène de Bretaigne Windust, avec David Wayne (+ deux reprises en 1955 et 1960, la seconde mise en scène par Herbert Ross, sur une chorégraphie de Peter Conlow et Herbert Ross)
- 1965-1966 : On a Clear Day you can see Forever, livret et lyrics d'Alan Jay Lerner, orchestrations de Robert Russell Bennett, chorégraphie de Herbert Ross, avec John Cullum, Barbara Harris
- 1968 : We bomb in New Haven, pièce de Joseph Heller, avec un Song sur des lyrics de Joseph Heller, avec Jason Robards
- 1979 : Carmelina (en), lyrics d'Alan Jay Lerner, livret de Joseph Stein et Alan Jay Lerner, mise en scène de José Ferrer
- 1980 : Perfectly Frank, revue, musique et lyrics de Frank Loesser, avec Songs additionnels de divers, dont Burton Lane

## Filmographie sélective
- 1951 : Mariage royal (Royal Wedding) de Stanley Donen
- 1954 : Donnez-lui une chance (Give a Girl a Break) de Stanley Donen
- 1955 : La Chérie de Jupiter (Jupiter's Darling) de George Sidney
- 1968 : La Vallée du bonheur (Finian's Rainbow) de Francis Ford Coppola
- 1970 : Melinda (On a Clear Day you can see Forever) de Vincente Minnelli

## Récompense
- 8e Cérémonie des Grammy Awards en 1966 : un Grammy Award décerné au "meilleur enregistrement discographique par la distribution originale" ("Grammy Award for Best Score from an Original Cast Album") de la comédie musicale On a Clear Day you can see Forever.